# میدان گازی آغار
میدان گازی آغار از میدان‌های گازی ایران است، که در فاصله ۱۱۰ کیلومتری از جنوب‌شرقی شیراز و در مجاورت شهر قیر، در استان فارس قرار گرفته‌است. این میدان گازی از میدان‌های تحت مدیریت شرکت نفت مناطق مرکزی ایران به‌شمار می‌آید، که در محدوده عملیاتی شرکت بهره‌برداری نفت و گاز زاگرس جنوبی قرار دارد.
میدان آغار در سال ۱۳۵۱ کشف شد و تاکنون در این میدان گازی ۱۶ حلقه چاه گازی حفاری و تکمیل شده‌است، که در حال حاضر شمار ۱۳ حلقه از آن‌ها در مدار تولید قرار دارند. تولید گاز از این میدان از سال ۱۳۷۷ آغاز شد. گاز طبیعی و میعانات گازی تولید شده از چاه‌های این میدان پس از تفکیک، جهت فرآورش توسط ۲ شاخه خط لوله جداگانه به طول ۹۰ کیلومتر، به پالایشگاه گاز فراشبند ارسال می‌گردد.
این میدان گازی دارای تسهیلات سرچاهی، ۴ مرکز جمع‌آوری گاز، خطوط لوله جریانی که گاز چاه‌ها را به تسهیلات مرکزی و در نهایت به پالایشگاه فراشبند انتقال می‌دهد، همچنین یک مرکز جمع‌آوری و تفکیک (شامل لخته‌گیر، تفکیک‌گرهای دو فازی و سه فازی، اتاق کنترل، ایستگاه پمپاژ، سیستم‌های دریافت و ارسال توپک) می‌باشد. ظرفیت تولید میدان گازی آغار، به‌طور میانگین روزانه ۹۵ میلیون متر مکعب گاز طبیعی می‌باشد. از این میدان همچنین به‌طور روزانه ۴٫۳۰۰ بشکه میعانات گازی نیز تولید می‌شود.